# Brad Wright (cestista)
Bradford William Wright, detto Brad (Hollywood, 26 marzo 1962), è un ex cestista e allenatore di pallacanestro statunitense, professionista nella NBA, in Francia, Italia e Spagna.

## Carriera
È stato selezionato dai Golden State Warriors al terzo giro del Draft NBA 1985 (49ª scelta assoluta).

## Palmarès

### Giocatore
- Campione NIT (1985)
- 2 volte All-CBA Second Team (1987, 1988)